# Lylian Guyonneau
Lylian Germaine Lecomte-Guyonneau, detta Lylian (Dissay, 21 ottobre 1921 – Les Verchers-sur-Layon, 9 maggio 2004), è stata una schermitrice francese, vincitrice di due medaglie d'oro ai campionati mondiali di scherma.